# 劉璿 (正德進士)
劉璿（1467年—？年），字天儀，山東濟南府武定州商河縣人，明朝政治人物。

## 生平
治《詩經》，行一，由國子生中式弘治二年（1489年）己酉科山东鄉試第六十一名舉人，正德三年（1508年）聯捷戊辰科會試第一百九十二名，第三甲第二十九名進士。官至大理寺评事。

## 家族
曾祖劉文中。祖父劉昇。父劉俊。母杨氏。永感下，弟劉璩。